# 辽宁农业职业技术学院
辽宁农业职业技术学院是位於中華人民共和國辽宁省营口市鲅鱼圈区一所高等职业院校。学院始建于1948年，名稱先後為辽宁省熊岳农业学校、熊岳农业专科学校、辽宁熊岳农业高等专科学校，1999年更名为辽宁农业职业技术学院。

## 外部連結
- 官方网站